# Carl Bischof
Pour les articles homonymes, voir Bischof.
Carl Bischof, né le 4 juin 1812 à Dürrenberg et mort le 23 juin 1884 à Dresde, est un chimiste, physicien et géologue saxon. 

## Biographie
Fils de Gustav Bischof, il invente en 1829 une voiturette à vapeur, exerce dès 1839 dans les usines sidérurgiques d'Einsiedel et mène des expériences sur le refroidissement du basalte, expériences qui seront reprises par Hermann von Helmholtz. 
En 1844, il est un des pionniers des études sur l'acier. 
Jules Verne le mentionne dans ses romans L'Ile mystérieuse (partie 1, chapitre XIII) et Le Rayon vert (chapitre XVIII).

## Publications
- Die indirekte Nutzung roher Brennmaterialien, 2. Auflage, Quedlinburg, 1856.
- Die anorganische Formationsgruppe, 1864.
- Geschichte der Schöpfung, Dessau, 1868.
- Die feuerfesten Tone, Leipzig, 1877.